# Първенство на България по футбол 1944
Тази статия представя държавното първенство на България по футбол през сезон 1944 г..
Системата е елиминация между първенците на спортните области в два мача с разменено домакинство. При разменени победи продължава отборът с по-добра голова разлика от двете срещи. При равна голова разлика се дава допълнително време, при ново равенство се играе трета среща. На победителят се връчва и Царската купа.
- Варненска, Търновска и Пловдивска спортна област са с по два отбора, а Софийска с четири.
- В първенството участват и първенците и подгласниците им в образуваните през 1942 г. на територията на администрираните от България земи във Вардарска Македония Скопска и Битолска спортна област с по две квоти за участие и образуваната през 1943 г. на територията на Беломорска Тракия – Беломорска спортна област с една квота за участие.
- От Добричка спортна област се отделя Силистренска спортна област.

## Участници
Това са победителите в съответните спортни области.
| Варненска спортна област     | 1.Шипченски сокол (Варна)          | 2. ЖСК1 (Варна)                     |                  |                  |
| Добричка спортна област      | 1.Левски (Добрич)                  |                                     |                  |                  |
| Силистренска спортна област  | 1.Вихър (Силистра)                 |                                     |                  |                  |
| Шуменска спортна област      | 1.Хан Кубрат (Попово)              |                                     |                  |                  |
| Русенска спортна област      | 1.Добруджа (Русе)                  |                                     |                  |                  |
| Търновска спортна област     | 1.Етър (Търново)                   | 2.Княз Симеон Търновски (Павликени) |                  |                  |
| Балканска спортна област     | няма представител                  |                                     |                  |                  |
| Плевенска спортна област     | 1.СП`392 (Плевен)                  |                                     |                  |                  |
| Врачанска спортна област     | 1.ОЧ 303 (Враца)                   |                                     |                  |                  |
| Бдинска спортна област       | 1.Виктория 23 (Видин)              |                                     |                  |                  |
| Софийска спортна област      | 1.АС-23 (София)                    | 2.Бенковски (София)                 | 3.Левски (София) | 4.Славия (София) |
| Рилска спортна област        | 1.Славия (Дупница)                 |                                     |                  |                  |
| Пиринска спортна област      | 1.Македонска слава (Горна Джумая4) |                                     |                  |                  |
| Скопска спортна област       | 1.Македония (Скопие)               | 2.ЖСК 1 (Скопие)                    |                  |                  |
| Битолска спортна област      | няма представител                  |                                     |                  |                  |
| Пловдивска спортна област    | 1.ЖСК 1 (Пловдив)                  | 2.Ботев (Пловдив)                   |                  |                  |
| Беломорска спортна област    | 1.Момчил юнак (Кавала)             |                                     |                  |                  |
| Хасковска спортна област     | 1.България (Хасково))              |                                     |                  |                  |
| Старозагорска спортна област | 1.ЖСК 1 (Стара Загора)             |                                     |                  |                  |
| Приморска спортна област     | 1.ФК Черноморец (Бургас)           |                                     |                  |                  |
| Тунджанска спортна област    | 1.Ботев (Ямбол)                    |                                     |                  |                  |

- 1 – ЖСК е съкращение за Железничарски Спортен Клуб при всички отбори, носещи това име.
- 2 – СП 39 е съкращение за Скобелев-Победа 39.
- 3 – ОЧ 30 е съкращение за Орел-Чеган 30.
- 4 – град Горна Джумая днес носи името Благоевград.

## 1 кръг
| Шипченски сокол (Варна) | ЖСК (Варна)                       | 1:0 и 1:0       | [2:0 общ резултат]  |
| Орел-Чеган 30 (Враца)   | Княз Симеон Търновски (Павликени) | 3:3 и 3:4       | [6:7 общ резултат]  |
| ЖСК (Пловдив)           | Ботев (Пловдив)                   | 3:1 и 2:2       | [5:3 общ резултат]  |
| Ботев (Ямбол)           | ЖСК (Ст. Загора)                  | 5:1 и 3:2       | [8:3 общ резултат]  |
| Славия (Дупница)        | Македонска слава (Г. Джумая)      | 4:2 и 4:4       | [8:6 общ резултат]  |
| Левски (Добрич)         | Вихър (Силистра)                  | 2:1 и 3:0       | [5:1 общ резултат]  |
| Момчил юнак (Кавала)    | България (Хасково)                | 1:1 и 3:0 служ. | [4:1 общ резултат]  |
| Левски (София)          | Славия (София)                    | 4:3 и 1:0       | [5:3 общ резултат]  |
| Бенковски (София)       | АС-23 (София)                     | 3:1 и 7:1       | [10:2 общ резултат] |
| Хан Кубрат (Попово)     | почива                            |                 |                     |
| Добруджа (Русе)         | почива                            |                 |                     |
| Етър (Търново)          | почива                            |                 |                     |
| СП 39 (Плевен)          | почива                            |                 |                     |
| Виктория 23 (Видин)     | почива                            |                 |                     |
| Македония (Скопие)      | почива                            |                 |                     |
| ЖСК (Скопие)            | почива                            |                 |                     |
| ФК Черноморец (Бургас)  | почива                            |                 |                     |

- Княз Симеон Търновски (Павликени), Ботев (Ямбол) и Момчил юнак (Кавала) се отказват от по-нататъшно участие. На тяхно място продължават победените от тях отбори с изключение на Орел-Чеган 30 (Враца), тъй като и те отказват.

## 2 кръг – 1/8 финали
| Виктория 23 (Видин) | Левски (София)          | 2:9 и 0:3 служ.      | [2:12 общ резултат] |
| Бенковски (София)   | Славия (Дупница)        | 6:0 и 3:0            | [9:0 общ резултат]  |
| СП 39 (Плевен)      | Етър (Търново)          | 3:0 и 2:3            | [5:3 общ резултат]  |
| Македония (Скопие)  | ЖСК (Скопие)            | 1:0 и ?:?            | [** общ резултат]   |
| ЖСК (Пловдив)       | България (Хасково)      | 4:3 и ?:?            | [** общ резултат]   |
| ЖСК (Ст. Загора)    | ФК Черноморец (Бургас)  | 0:2 и 0:3 служ.      | [0:5 общ резултат]  |
| Левски (Добрич)     | Шипченски сокол (Варна) | 2:1, 1:2 и 0:3 служ. | [3:6 общ резултат]  |
| Добруджа (Русе)     | Хан Кубрат (Попово)     | 0:5 и 0:3 служ.      | [0:8 общ резултат]  |

- - [**] не са известни резултатите от вторите мачове.

## 3 кръг – 1/4 финали
- Бенковски (София) – Хан Кубрат (Попово)
- Шипченски сокол (Варна) – Левски (София)
- ФК Черноморец (Бургас) – България (Хасково)
- СП 39 (Плевен) – Македония (Скопие)

Изтеглен е жребият за четвъртфиналите, но мачове не са играни поради политическата обстановка в страната по време на събитията около 9 септември 1944 година. Първенството е прекратено и държавен първенец за 1944 година не е излъчен.